# Урош Голубович
Урош Голубович (серб. Uroš Golubović, нар. 19 серпня 1976, Белград) — сербський футболіст, воротар. Насамперед відомий виступами у Болгарії за клуби «Літекс» та «Лудогорець», вигравши з ними низку національних трофеїв.

## Ігрова кар'єра
Народився 19 серпня 1976 року в місті Белград. Вихованець футбольної школи клубу «Рад». Дорослу футбольну кар'єру розпочав 1996 року в основній команді того ж клубу, в якій провів п'ять сезонів.
Після цього Голубович переїхав до Боснії і Герцеговини та підписав контракт з «Леотаром», допомігши клубу виграти національний чемпіонат у сезоні 2002/03 років.
Влітку 2003 року Голубович переїхав до Болгарії та приєднався до «Спартака» (Варна). У сезоні 2003/04 він регулярно грав за цю команду, чим привернув увагу представників тренерського штабу «Локомотива» (Софія), до складу якого приєднався влітку 2004 року. Відіграв за софійську команду наступні чотири сезони своєї ігрової кар'єри. Більшість часу, проведеного у складі софійського «Локомотива», був основним голкіпером команди, зігравши понад 100 ігор у чемпіонаті.
На початку червня 2008 року він підписав 3-річний контракт з «Літексом». З «помаранчевими» він виграв два чемпіонські титули, а також по разу Кубок та один Суперкубок країни. Після закінчення терміну дії контракту йому не пропонували новий, і Голубович став вільним агентом.
2 червня 2011 року він підписав контракт з «Лудогорцем» і у своєму першому ж сезоні з разградцями він став чемпіоном та володарем Кубка і Суперкубка Болгарії. Загалом серб відіграв за команду з міста Разграда 34 матчі у національному чемпіонаті, після чого покинув її у 2013 році. Не змігши знайти нову команду, він завершив кар'єру та став футбольним агентом.

## Титули і досягнення

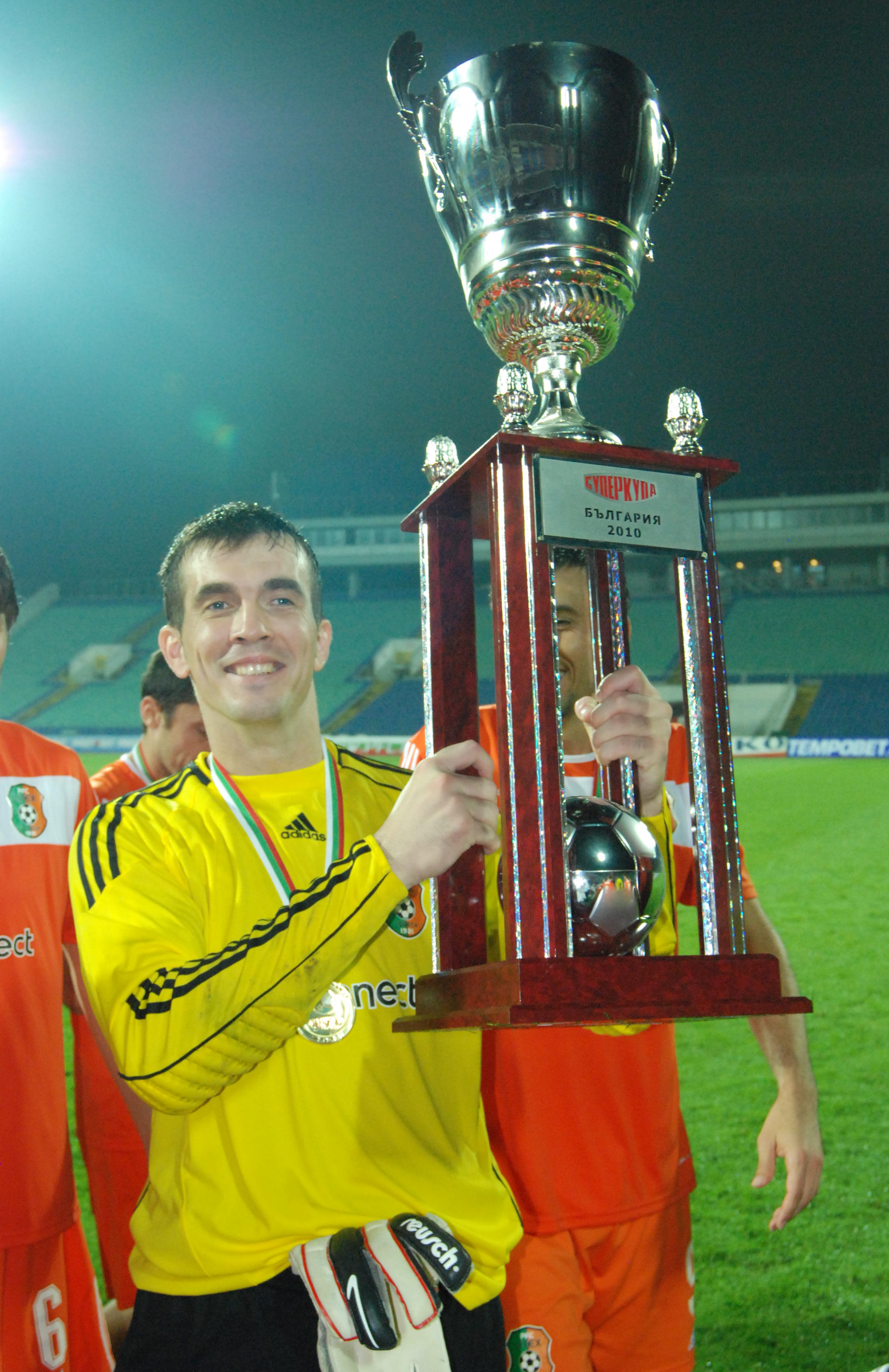
Урош Голубович із Суперкубом Болгарії. 2010 рік.

- Чемпіон Болгарії (4):

Літекс: 2009/10, 2010/11
Лудогорець: 2011/12, 2012/13
- Володар Кубка Болгарії (2):

Літекс: 2008/09
Лудогорець: 2011/12
- Володар Суперкубка Болгарії (2):

Літекс: 2010
Лудогорець: 2012